# زبان نورمان

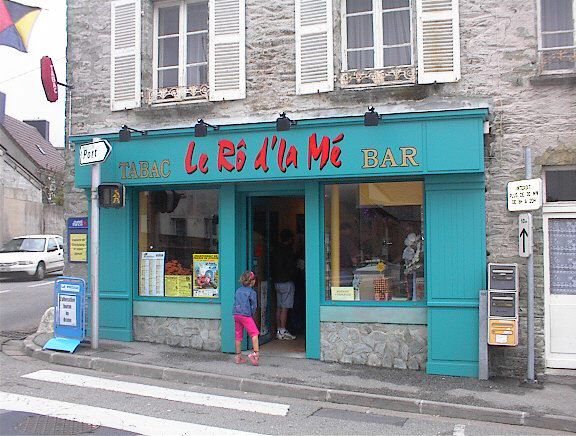
مسافرخانه ای در شربورگ با تابلویی به زبان نورماندی

زبان نورماندی زبانی هندواروپایی از شاخه زبان‌های اوییل است که در کشورهای فرانسه، انگلستان، کانادا جمعیت اندکی بدان تکلم می‌کنند.این زبان در گذشته رواج گسترده ای داشته‌است اما هم‌اکنون در برابر زبان‌های فرانسه و انگلیسی بشدت عقب نشینی کرده‌است.منطقه اصلی رواج این زبان منطقه نورماندی در کشور فرانسه می‌باشد .که در آن ناحیه اگرچه جایگاه زبان رسمی ندارد اما به عنوان زبان محلی و منطقه ای پذیرفته شده‌است.چند دانشکده در منطقه یادشده آموزشهایی به این زبان انجام میدهند.